# Pausania (nome)
Pausania  è un nome proprio di persona italiano maschile.

## Varianti in altre lingue
- Catalano: Pausànies[3]
- Greco antico: Παυσᾰνῐ́ᾱς (Pausaníās)[4]
- Spagnolo: Pausanias[3]

## Origine e diffusione
Continua l'antico nome greco Παυσᾰνῐ́ᾱς (Pausaníās), composto da  παῦσις (paûsis,"cessazione", da παύω, paúō, "fermare", "cessare") e ἀνία (anía, "dolore", "preoccupazione"); il significato viene quindi interpretato come "rallegrante", "persona che mette fine agli affanni", analogo a quello del nome Eufrasia.
Rarissimo in italiano moderno, era invece assai comune nell'antichità greca, e venne portato da numerosi importanti personaggi storici.

## Onomastico
È un nome adespota, in quanto non è portato da alcun santo, quindi l'onomastico si festeggia il 1º novembre in occasione di Ognissanti.

## Persone
- Pausania, re di Macedonia
- Pausania, re di Sparta

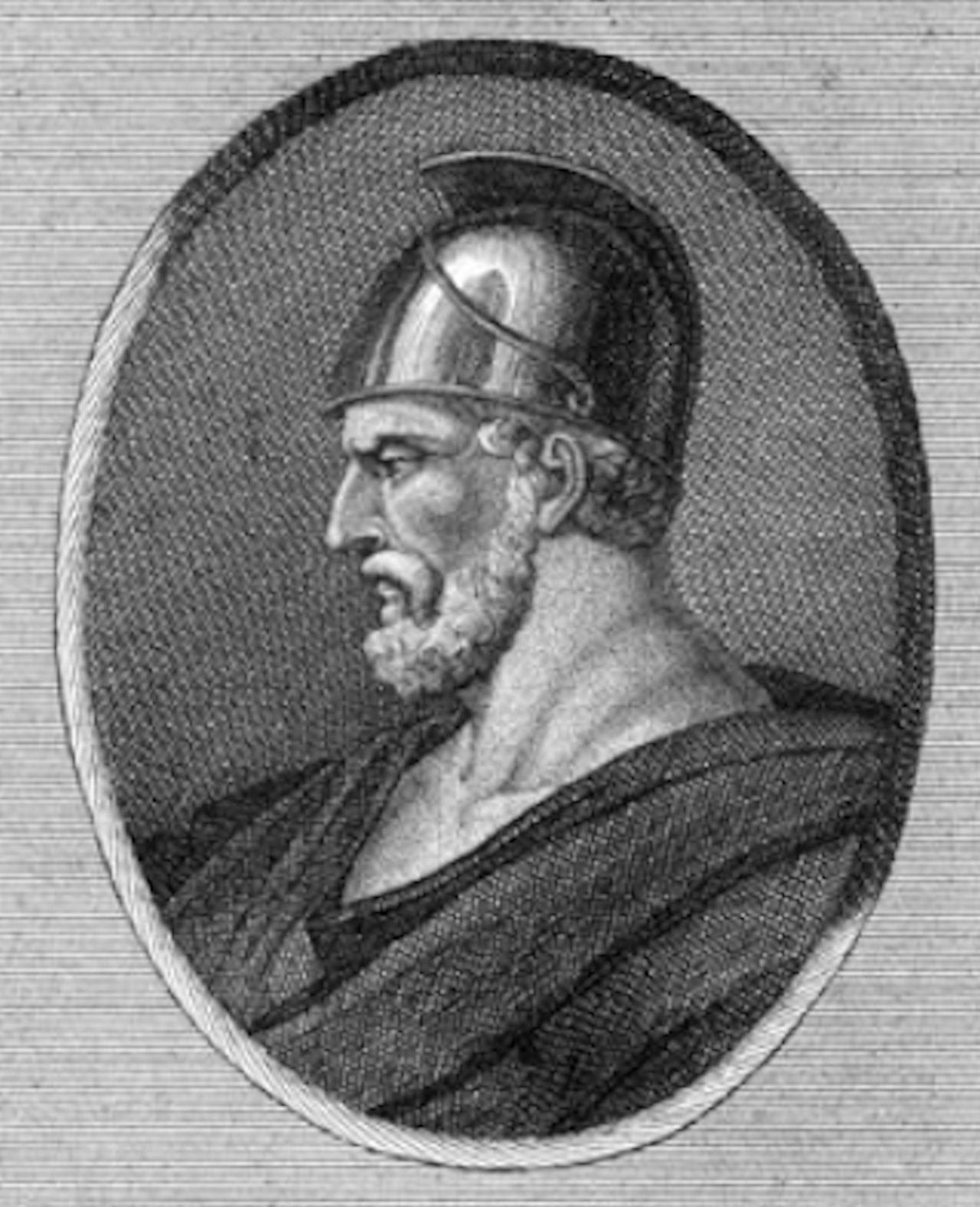
Pausania

- Pausania, militare spartano, nipote di Leonida
- Pausania, pretendente al regno di Macedonia
- Pausania di Atene, nobile ateniese
- Pausania di Damasco, geografo greco antico
- Pausania di Gela, medico greco antico
- Pausania di Orestide, militare macedone antico
- Pausania il Periegeta, scrittore e geografo greco antico